# Уитвелл, Джон
Сэр Джон Гриффин Уитвелл, 4-й барон Говард де Уолден, 1-й барон Брейбрук (англ. Sir John Griffin Whitwell, 4th Baron Howard de Walden, 1st Baron Braybrooke; 13 марта 1719, Оундл, графство Нортгемптоншир, Англия — 25 мая 1797, Одли-Энд-Хаус, Саффрон-Уолден, графство Эссекс, Англия) — британский военачальник, фельдмаршал (30 июля 1796 года).
Сын Уильяма Уитвелла и Анны Гриффин. В 1761 году стал рыцарем ордена Бани. 9 марта 1748 году женился на Анне Марии Шютц (ум. 18 августа 1764). Его тётка, Элизабет, графиня Портсмутская (ум. в 1762) согласилась оставить ему в наследство Audley End, с условием, что Уитвелл сменит фамилию на Гриффин. Джон выполнил просьбу тёти, и согласно Акту Парламента (Act of Parliament) стал именоваться Джон Гриффин Гриффин. 11 июня 1765 года женился во 2-й раз на Екатерине Клейтон, дочери Уильяма Клейтона, члена Палаты общин и Мэри Уорд. 3 августа 1784 года удостоен баронского титула Говард де Уолден, ввиду его вакантности, а 5 сентября 1788 года стал также и 1-м бароном Брейбруком.
После его смерти баронство Говард де Уолден оказалось в состоянии неопределённости.
Его единственный ребёнок — дочь Мэри Гриффин (ум. 17 августа 1857) вышла замуж за сэра Стивена Ричарда Глинна, 8-го баронета Глинна.

## Военные должности
- - Полковник:
- 1759—1760 — 50-й личный Её Величества пехотный полк (50th (Queen’s Own) Regiment of Foot)
- 1760—1766 — 33-й пехотный полк (33rd Regiment of Foot)
  - Капитан и полковник:
- 21 марта 1766 — 8 июня 1788 — 1-й эскадрон Гвардейских конногренадер (1st Troop Horse Grenadier Guards)
  - Полковник:
- 1788—1797 — 4-й личный Её Величества драгунский полк (4th (Queen’s Own) Regiment of Dragoons)

## Почётные должности
- 1784—1797 — лорд-лейтенант Эссекса (Lord Lieutenant of Essex)
- 1795—1797 — вице-адмирал Эссекса (Vice-Admirals of Essex)

## Комментарии
1. ↑  Подробнее см. en:Abeyance.